# 南投縣立三和游泳池
南投縣立三和游泳池是一處位於南投縣南投市復興路1號的公共游泳池，於2004年完工啟用

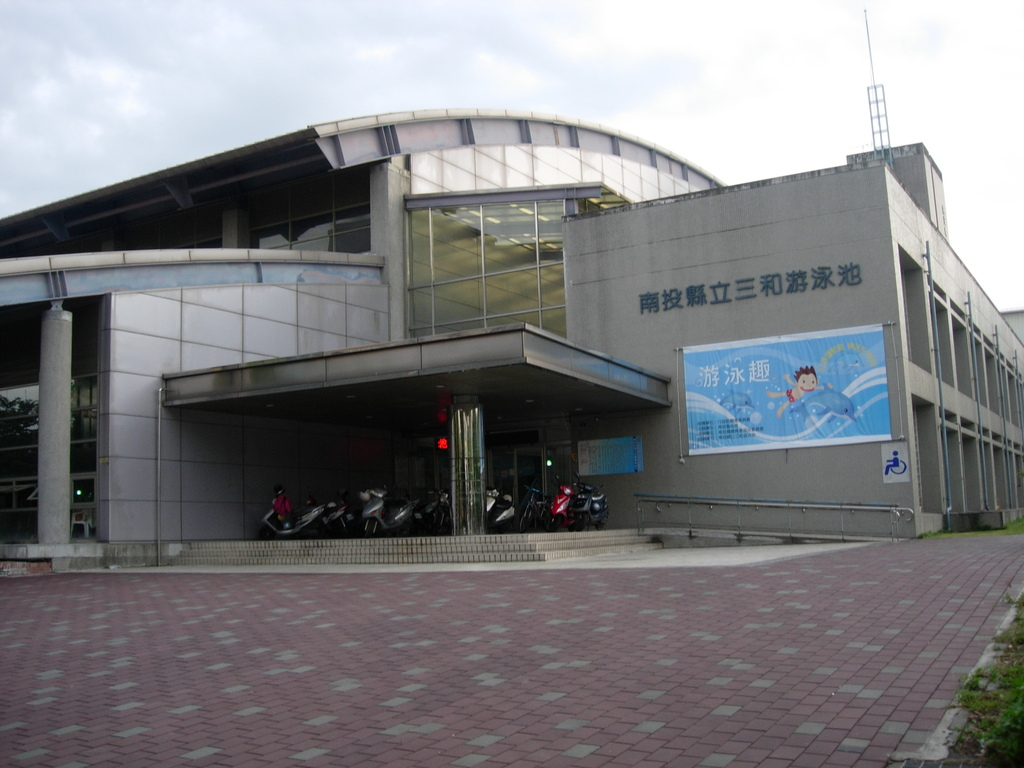
南投縣立三和游泳池

## 介紹
三和游泳池現貌為九二一地震後於原址重建，全案總工程經費在一億七千六百七十四萬七千元，於2001年8月底施工，2004年3月9日完工，並於2004年7月2日啟用。目前是南投縣大型運動競賽舉辦場地之一。

## 設備
室內設施包括國際標準室內游泳池（長50公尺，寬26公尺）、兒童池、游泳競賽設備、spa池、蒸汽室。室外設有兒童遊憩設備及休息空間。

## 開放時間
每日開放時間自上午五時三十分至下午九時三十分止

## 舉辦活動
- 全國中等學校運動會競賽場地[3]
- 鄰近學校水上運動教授場地[4]
- 南投縣游泳課程教授場地[5]
- 南投市運會游泳場地[6]
- 南投縣運會游泳場地[7]
- 社會團體活動場地[8]

## 鄰近
- 南投地方法院
- 南投縣政府
- 南投縣議會

## 接駁交通
- 【6311】南投－水里
- 【6322】臺中－南崗－水里
- 【6333】臺中－中興－水里
- 【6870】臺中－溪頭
- 【6871】臺中－杉林溪
- 【6872】臺中－嘉義
- 【6742】臺中－竹山
- 於「縣政府」/「稅捐處」站牌下車

## 外部連結
- 南投縣立三和游泳池管理規則-南投縣政府-法規內容(外部版)
- (美美網) 南投縣立三和游泳池[永久]
- 南投三和游泳池3日開幕，歡迎大家一起來「清涼一夏」 （页面存档备份，存于）